# Брег (Межиця)
Брег (словен. Breg) — поселення в общині Межиця, Регіон Корошка, Словенія. Висота над рівнем моря: 712,5 м.